# Aloe pulchra
Aloe pulchra é uma espécie de liliopsida do gênero Aloe, pertencente à família Asphodelaceae.